# 磯辺建臣
磯辺 建臣（いそべ たておみ、1943年2月16日 - ）は元栃木放送、テレビ東京、テレビ大阪のアナウンサー。

## 来歴
栃木県下都賀郡大平町出身。栃木高校・國學院大學卒。栃木放送入社後、1971年に東京12チャンネル移籍。テレビ東京時代は『国際プロレスアワー』の実況などを担当。
1984年、開局3年目のテレビ大阪へ出向（テレビ大阪開局とともに出向していた杉浦滋男アナと入れ替わり、後に正式にテレビ大阪へ移籍）、『NEWSほっとライン』などのキャスターを務めた。
現在、大阪市内で建設業、不動産業、介護事業を運営する法人の顧問である。一年のほとんどはタイに在住で、現地の人たちの為の就労支援、子供たちの語学教育等のボランテイアで、忙しい日々をおくっている。

## 出演番組

### テレビ東京時代
- 勝ち抜き腕相撲司会・実況（テレビ大阪出向前年の1983年に担当）
- 国際プロレスアワー
- KOボクシング
- 自動車レース実況（1974年富士グランチャンピオンシリーズ第2戦（スタート直後の大事故により2名のドライバー[2]が亡くなった）の実況を担当していた）

### テレビ大阪時代
- NEWSホットライン
- NEWSほっと5
- プロ野球中継
- 第2回グッドウィルボウル中継（アメリカンフットボール）